# 维克尔
维克尔（法語：Wicres，法語發音：[wikʁ]）是法国上法蘭西大區北部省的一个市镇，位于该省中部偏西南，属于里尔区和里尔欧洲都会区。

## 地理
维克尔（50°34'16"N, 2°52'4"E）面积2.77 平方千米，位于法国上法蘭西大區北部省，该省份为法国最北部的省份及最长的省份，西北濒北海，西接加来海峡省，南至埃纳省和索姆省，东与比利时接壤。
与维克尔接壤的市镇（或旧市镇、城区）包括：韦普地区富尔讷、埃尔利、伊利、马尔基伊、韦普地区桑甘。
维克尔的时区为UTC+01:00、UTC+02:00（夏令时）。

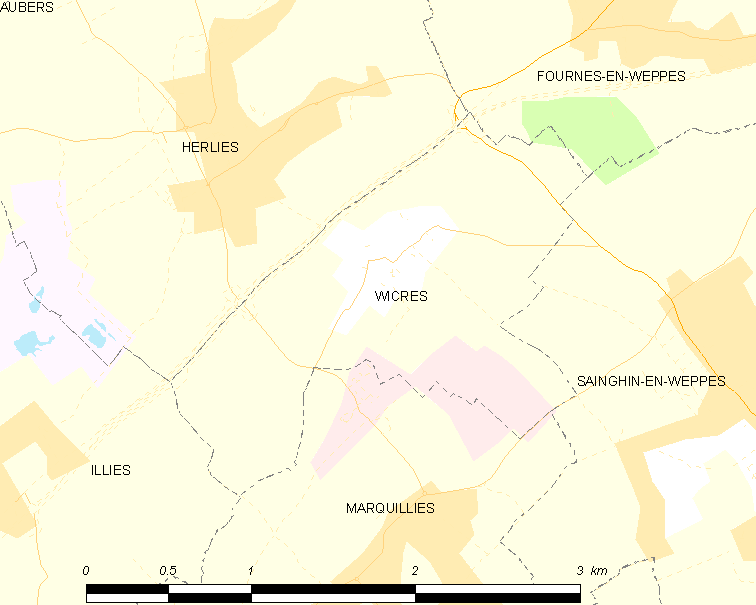
维克尔的OSM定位图

## 行政
维克尔的邮政编码为59134，INSEE市镇编码为59658。

## 政治
维克尔所属的省级选区为阿讷兰县。

## 人口

1962-2008年间维克尔人口变化图示

维克尔于2022年1月1日时的人口数量为562人。